# 단전호흡
단전호흡(丹田呼吸)은 배꼽에서 한 치 다섯 푼 아래, 안쪽으로 한 치 다섯 푼 지점의 단전에 의식을 두는 호흡이다.

## 방법
용호비결에 따르면 바르게 앉아 턱을 당기고 눈을 살짝 뜬 뒤 하단전에 의식과 가상의 시선을 두고 자연스럽게 호흡한다. 이때 정수리에서 척추를 지나 엉치로 이르는 선은 살짝 굽게 된다. 다리 아닌 엉덩이에만 얇은 방석을 깔아 허리를 곧추세워야 한다거나 들숨과 날숨의 길이를 같게 하여 이들을 최대한 길게, 심지어 1분이 넘게 하라는 등 이를 위해 소리나는 초시계를 곁에 두고 수련을 하는 사람들도 있지만 이들은 모두 용호비결에 씌어 있지 않은 방법들이다.
그러나 용호비결에 나와 있지 않다고 방법이 잘못되었다는 것은 아니다. 용호비결 시대에는 시간을 측정할 수 있는 방법이 없었으므로 추상적인 느낌에 의존할 수 밖에 없었다. 하지만 호흡의 길이와 그에 따른 결과를 확인하기 위하여 호흡의 길이와 심박변이도 등을 측정하는 것은 과학적 연구를 위해 반드시 필요하다..
언제까지나 과거의 자료에 얽매이기 보다 새로운 방법을 사용하는 것은 진화의 필수조건이기 때문이다.

## 효능
일부에서는 위장병·고혈압·심신불안증세 등의 치료에 효과가 있다고 주장하나 의학적으로 검증된 바는 없다. 호흡 중 의식이 분명한 가운데 현실적이지 않은 환각을 느끼는 경우가 있다고도 하지만 거기까지일 뿐 이러한 현상이 현실에서 발전적으로 작용하여 올림픽 등의 신체 단련 경쟁이나 각종 고시 등의 학문 경쟁에서 통계적으로 의미 있는 결과를 냈다는 증거는 없다.

## 주의할 점
하단전을 오랫동안 수련하여 정이 충만해지고 나서 상단전과 중단전을 수련한다. 이 과정을 무시하게 되면 기가 역류한다. 보통 하단전을 단련하여 중단전과 상단전을 같이 단련하지만 빠른 능력 발현을 위해 상단전만을 따로 수련하는 방법도 있지만 이 역시 용호비결에서는 다뤄지지 않고 있는 내용이며 흔히 나쁜 결과를 부를 수 있는 호흡법으로 알려져 있다.

## 같이 보기
- 기
- 조식법
- 용호비결
- 주역참동계